# Goman-Clan
Der Goman-Clan ist die Bezeichnung für eine unter anderem in Deutschland, insbesondere in Leverkusen, ansässige Roma-Großfamilie, die ursprünglich aus Polen stammt. Strafbare Handlungen von Mitgliedern der Großfamilie wurden öffentlich als Clan-Kriminalität bezeichnet. 

## Herkunft und Verbreitung
Die Familie Goman stammt aus Mittel- und Osteuropa; zu einem großen Teil aus Polen. Eine Ausgabe der Kölnischen Rundschau vom November 1967 gibt an, dass Familienmitglieder in Konzentrationslagern inhaftiert waren. 1959 reisten 2000 zugehörige Personen aus Polen und der DDR aus und siedelten sich in Westdeutschland an verschiedenen Orten an. Die Familie Goman lebte die ersten 20 Jahre vor allem in Wohnwagen auf Lagerplätzen. In den 80er-Jahren konnte die Familie Goman mit Unterstützung der Stadt Leverkusen, in der die meisten der Familienmitglieder leben, erstmals Wohnungen beziehen. Später erwarben einige Mitglieder Eigentum, etwa die bekannte Türmchenvilla in der Leverkusener Waldsiedlung.
Im Jahr 2021 versuchten 16 Mitglieder des Goman-Clans sich mit ungültigen Miet- und Arbeitsverträgen beim Einwohneramt in Bern anzumelden. Die Fremdenpolizei wies alle mit der Begründung, sie hätten sich die Aufenthaltserlaubnis erschlichen, aus dem Land aus.

## Tatvorwürfe und Strafverfolgung
Belegt sind gewerblicher Betrug von Waren und Dienstleistungen durch Angehörige des Goman-Clans, Geldwäsche, Inverkehrbringen von Falschgeld und das Erschleichen von Leistungen. Zu den verwendeten Betrugsmethoden zählte unter anderem der Enkeltrick.
Im März 2018 durchsuchten Strafverfolgungsbehörden 70 Häuser und Wohnungen in Nordrhein-Westfalen, Rheinland-Pfalz und Österreich, die diese dem Clan zuschrieben. Im selben Jahr wurden drei Familienmitglieder wegen Betrugs in Millionenhöhe zu mehrjährigen Haftstrafen (teilweise auf Bewährung) verurteilt und zu Entschädigungszahlungen verpflichtet (nicht rechtskräftig).
Außerdem konfiszierten Strafermittlungsbehörden mehrere Luxusautos eines zum Clan gehörenden Sozialhilfeempfängers.

## Bekannte Familienmitglieder
- Michael Goman (* 1976 oder 1977), auch als Don Mikel bekannt, gilt in den Medien als Oberhaupt der Familie. Er wurde Ende 2019 wegen Betruges vom Landgericht Köln zu acht Jahren Freiheitsstrafe verurteilt.[12][13]
- Adam Goman (* 1960; † 2021) fungierte bei familieninternen Streitigkeiten als „Friedensrichter“. Er verstarb Ende März 2021 an den Folgen einer Coronaerkrankung.[14]

## Rezeption
Reportagen
- Spiegel TV: Clan-Kriminalität in Leverkusen: Die Geschäfte der Großfamilie Goman auf YouTube, 2. November 2018.
- Spiegel TV: Perfide Abzockmasche: Terrassenreinigung für 5000 Euro auf YouTube, 31. März 2021.
- Spiegel TV: Goman Clan Leverkusen – Ein Leben in Saus und Braus auf YouTube, 15. April 2020.
- Ermittler warnen: Deutscher Clan drängt in die Schweiz. Produktion: SRF (Magazin Rundschau), Schweiz, 2021. 16.44 Min
- Spiegel TV: Die Gomans: Schockanrufe bei Senioren auf YouTube, 7. Oktober 2022.
- Spiegel TV: Die »Schockanruf-Masche« – Das Millionengeschäft der Telefonbetrüger auf YouTube, 7. August 2025.